# Kontejnerová architektura
Kontejnerová architektura je poměrně mladou větví modulární architektury, která jako konstrukční prostorové prvky využívá ocelové přepravní kontejnery. Primárním účelem těchto kontejnerů je intermodální, lodní a železniční doprava zboží na dlouhé vzdálenosti. Po docela krátké době používání (některé kontejnery absolvují pouze jednu cestu tam, neboť se finančně nevyplatí poslat je prázdné zpět) se však odstavují a tak mohou být recyklovány a upraveny pro modulární výstavbu. Výhodou použití těchto kontejnerů v architektuře je především jejich relativně nízká pořizovací cena, optimální rozměr jednotlivých kontejnerů pro pobyt člověka, velká statická odolnost a žádaná industriální estetika.

## Historie přepravního ISO kontejneru

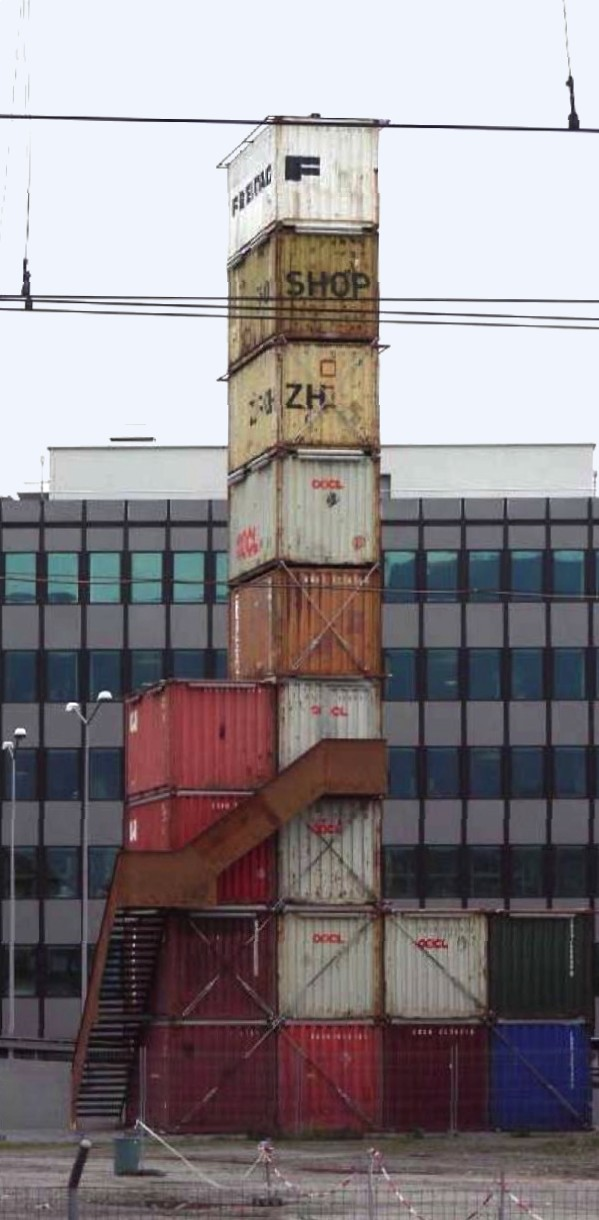
Annette Spillmann a Harald Echsle - Freitag Shop Zurich

První využití ocelového přepravního kontejneru v intermodální nákladní dopravě se datuje do 60. let 20. století a znamenalo ve své době obrovskou revoluci. V 70. letech došlo ke standardizaci a sjednocení tohoto modulárního systému dopravy zboží, kdy základní přepravní jednotkou je jeden modul – jeden kontejner, čímž došlo ke značnému zrychlení a zjednodušení přepravy. Oproti dřívějšku, kdy záleželo na druhu zboží a při překládání různě baleného nákladu byla nutná fyzická a manuální lidská práce, dnes vše zajišťují stroje. Kontejnery se s maximální úsporou prostoru skládají a fixují do sloupců na zemi a na lodích a nakládají na uzpůsobené dopravní prostředky - lodě, vlaky i nákladní automobily. Překládací terminály jsou plně automatizované s centrálním ovládáním a v zásadě nezáleží jaké zboží je uvnitř kontejneru přepravováno. Dnešní kontejnery se většinou vyrábějí v Asii a to ve velikostech, které vycházejí z angloamerické měrné soustavy. Kontejnery mají jednotnou výšku 8 stop a 6 palců (2,59 m) a šířku 8 stop (2,44 m). Rozdíly jsou tedy pouze v délce – existuje pět možností: 20 stop (6,1 m), 40 stop (12,2 m), 45 stop (13,7 m), 48 stop (14,6 m) a 53 stop (16,2 m), ačkoli vyšší “High Cube” kontejnery měřit 9 stop a 6 palců (2,90 m) stali se velmi obyčejní v uplynulých letech. V architektuře se nejčastěji využívají kontejnery dlouhé 20 a 40 stop. Materiálem vnějšího pláště je v naprosté většině ocelový plech s povrchovou úpravou tzv. COR-TEN.

## Výhody a nevýhody přepravního kontejneru jako stavebního modulu
Prvními příklady alternativního využití kontejnerů byly různé sklady pro nářadí, dílny apod., kdy se kontejner pouze přemístil na zvolené místo a bez větších úprav posloužil novému účelu. Pro dnešní občanskou a obytnou výstavbu se kontejnery v závislosti na plánovaném účelu stavby samozřejmě upravují.
Úpravy jsou poměrně komplexní a bývají potřeba jednak z důvodů mechanického opotřebení, stavebně fyzikálních požadavků a uzpůsobení interiéru i exteriéru záměru a vkusu architekta a klienta. Téměř vždy se mění nebo zatepluje opláštění, vylehčuje konstrukce, osazují se otvory – okna, dveře a montují se zdravotechnické a elektroinstalace. Proces přeměny dopravních kontejnerů na obytné stavby si nechal patentovat v 80. letech 20. století Američan Phillip C. Clark, patent vešel v platnost v roce 1989.
Úpravy do podoby obytného kontejneru – tzv. building container mohou samozřejmě být finančně náročnější než pouhá investice do koupi použitého kontejneru. O kontejnerové architektuře se hovoří jako o levné, recyklovatelné a ekologické architektuře, což ovšem tyto leckdy finančně a provozně náročné úpravy mohou nabourat. Zcela jasnou výhodou kontejnerů je samozřejmě vysoká únosnost, stabilita a jednotný rozměr, který umožňuje snadné skládání modulů do prostorových celků. Také doprava modulů na pozemek je velmi rychlá a snadná, stejně jako samotná stavba a případná demontáž. Recyklovatelnost spočívá především v možnosti objekty rozebrat a znovu složit, převézt, nebo snadno některou část vyměnit. Nevýhodou nákladních kontejnerů oproti jiným formám modulární architektury a tradičnímu stavebnictví může být znečištění a intoxikace materiálu v interiéru převáženým zbožím – nikdy nevíme, jaké zboží v kontejneru dlelo, proto je vhodné interiér vždy vyčistit a opatřit novým nátěrem nebo obkladem.

## Současné využití kontejnerů v architektuře
Kontejnerová architektura ve světě, především v USA a v Evropě, celkem rychle zdomácněla a stala se svébytným fenoménem, o který mají zájem média, odborná i laická veřejnost. Existuje spousta realizací, které se i přes unifikovanost kontejnerového systému liší jak designem, tak účelem využití. Jednou ze sfér architektury, ve které se kontejnery běžně s výhodou uplatňují, jsou dočasné stavby. Kontejnery lze najít jako kavárny a veřejné WC na festivalech, kulturních i sportovních akcích, stejně jako mobilní obchodní domy nebo výstavní sály. Vzniklo také mnoho obytných objektů přes poměrně rozsáhlé areály, až po jednotlivé buňky „parazitující“ na střešní krajině velkoměst. Kontejnery v architektuře se na rozdíl od situace před pár lety, kdy byly spojovány spíše s nouzovým laciným nehezkým a nepříjemným bydlením pro okrajové sociální skupiny, staly téměř ikonickými. Díky kreativním architektům a designerům se vymanily ze své nelichotivé pověsti, ba naopak byly povýšeny na kvalitu a začínají být vnímány pozitivně i ve většinové společnosti.

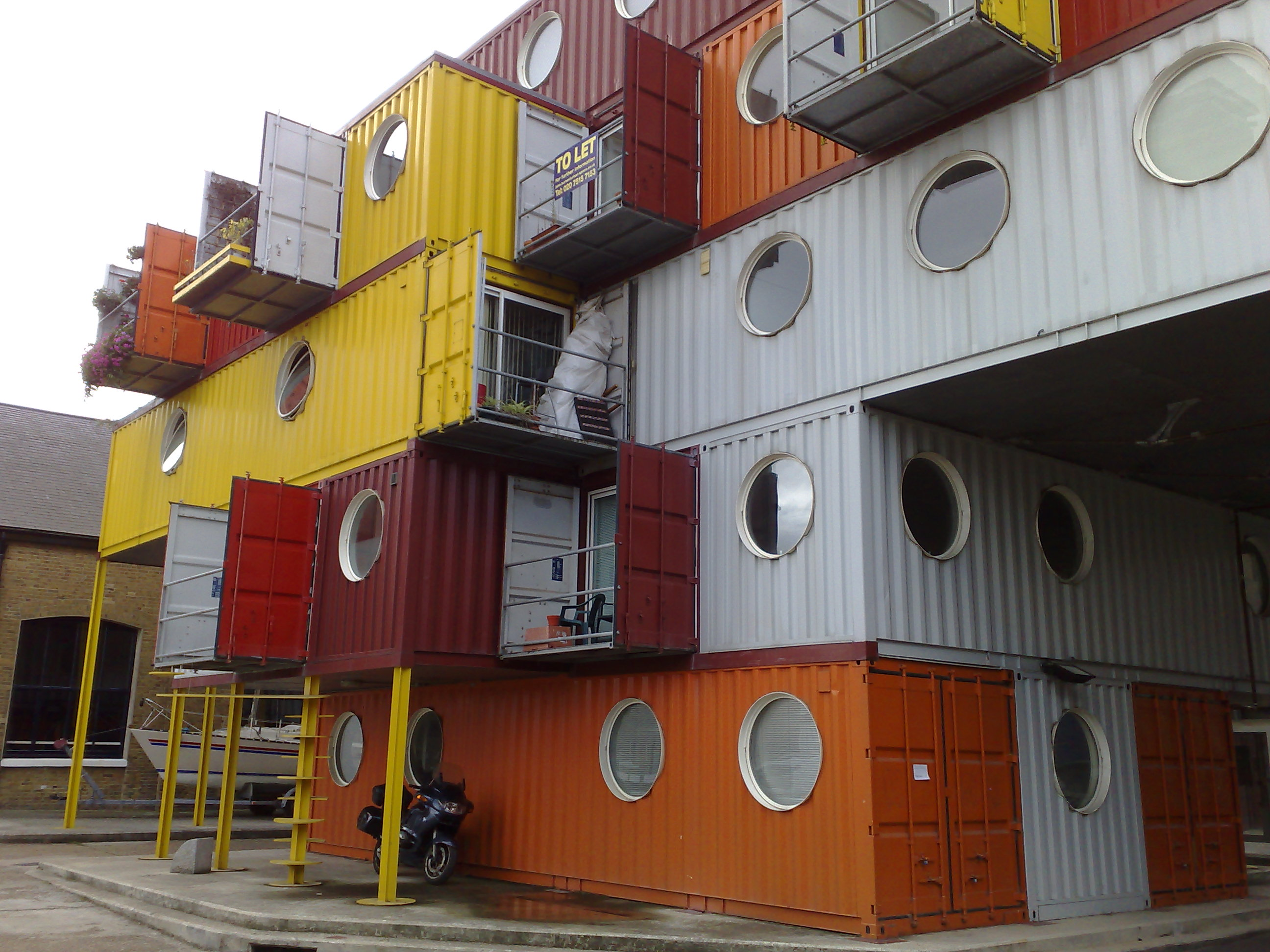
Container City, Londýn

### Realizace a projekty
- Kontejnerová restaurace v Rotterdamu - Caroline Bijvoet
- Container City v Londýně
- Zigloo Domestique Archivováno 21. 12. 2011 na Wayback Machine.
- Bydlení pro singles na střeše panelového domu Archivováno 7. 4. 2011 na Wayback Machine.
- GAD Galerie - mmw architects of norway
- FREITAG Individual Recycled Freeway Shop